# Herbert-Walther-Preis
Der Herbert-Walther-Preis (Herbert Walther Award) ist ein seit 2009 vergebener Preis der Deutschen Physikalischen Gesellschaft (DPG) und der Optica für hervorragende Leistungen in Quantenoptik und Atomphysik und herausragende Leistungen in der internationalen wissenschaftlichen Gemeinschaft. Er ist zu Ehren von Herbert Walther benannt. Der Preis ist mit 5000 Euro dotiert.

## Preisträger
- 2009 David Wineland
- 2010 Serge Haroche
- 2011 Marlan Scully
- 2012 Alain Aspect
- 2013 H. Jeff Kimble
- 2014 Massimo Inguscio
- 2015 Peter Toschek
- 2016 Peter Zoller
- 2017 Randall G. Hulet
- 2018 Gerd Leuchs
- 2019 Peter L. Knight
- 2020 Eugene S. Polzik
- 2021 Wolfgang Schleich, Universität Ulm
- 2022 Jun Ye, JILA University of Colorado at Boulder, USA
- 2023 Rainer Blatt, Universität Innsbruck
- 2024 Olga Kocharovskaya, Texas A&M University
- 2025 Michael Fleischhauer, RPTU Kaiserslautern-Landau